# 디푸스아과
디푸스아과(Dipodinae)는 뛰는쥐과에 속하는 설치류 아과 분류군이다. 5개 속에 10종으로 이루어져 있다.

## 하위 종
10종을 포함하고 있다.
- 디푸스족 (Dipodini)
  - 북부세발가락뛰는쥐속 또는 세발가락뜀쥐속 또는 세발가락날쥐속 (Dipus) - 1종
    - 북부세발가락뛰는쥐 (Dipus sagitta)

  - 리히텐슈타인뛰는쥐속 (Eremodipus) - 1종
    - 리히텐슈타인뛰는쥐 (Eremodipus lichtensteini)

  - 사막뛰는쥐속 (Jaculus) - 4종
    - 블랜포드뛰는쥐 (Jaculus blanfordi)
    - 작은이집트뛰는쥐 (Jaculus jaculus)
    - 큰이집트뛰는쥐 (Jaculus orientalis)
    - 탈러이집트뛰는쥐 (Jaculus thaleri)

  - 세발가락뛰는쥐속 (Stylodipus) - 3종
    - 앤드류세발가락뛰는쥐 (Stylodipus andrewsi)
    - 몽골세발가락뛰는쥐 (Stylodipus sungorus)
    - 굵은꼬리세발가락뛰는쥐 (Stylodipus telum)
- 볏발가락뛰는쥐족 또는 파라디푸스족 (Paradipodini)
  - 볏발가락뛰는쥐속 또는 파라디푸스속 (Paradipus) - 1종
    - 볏발가락뛰는쥐 (Paradipus ctenodactylus)